# Valle Peligna

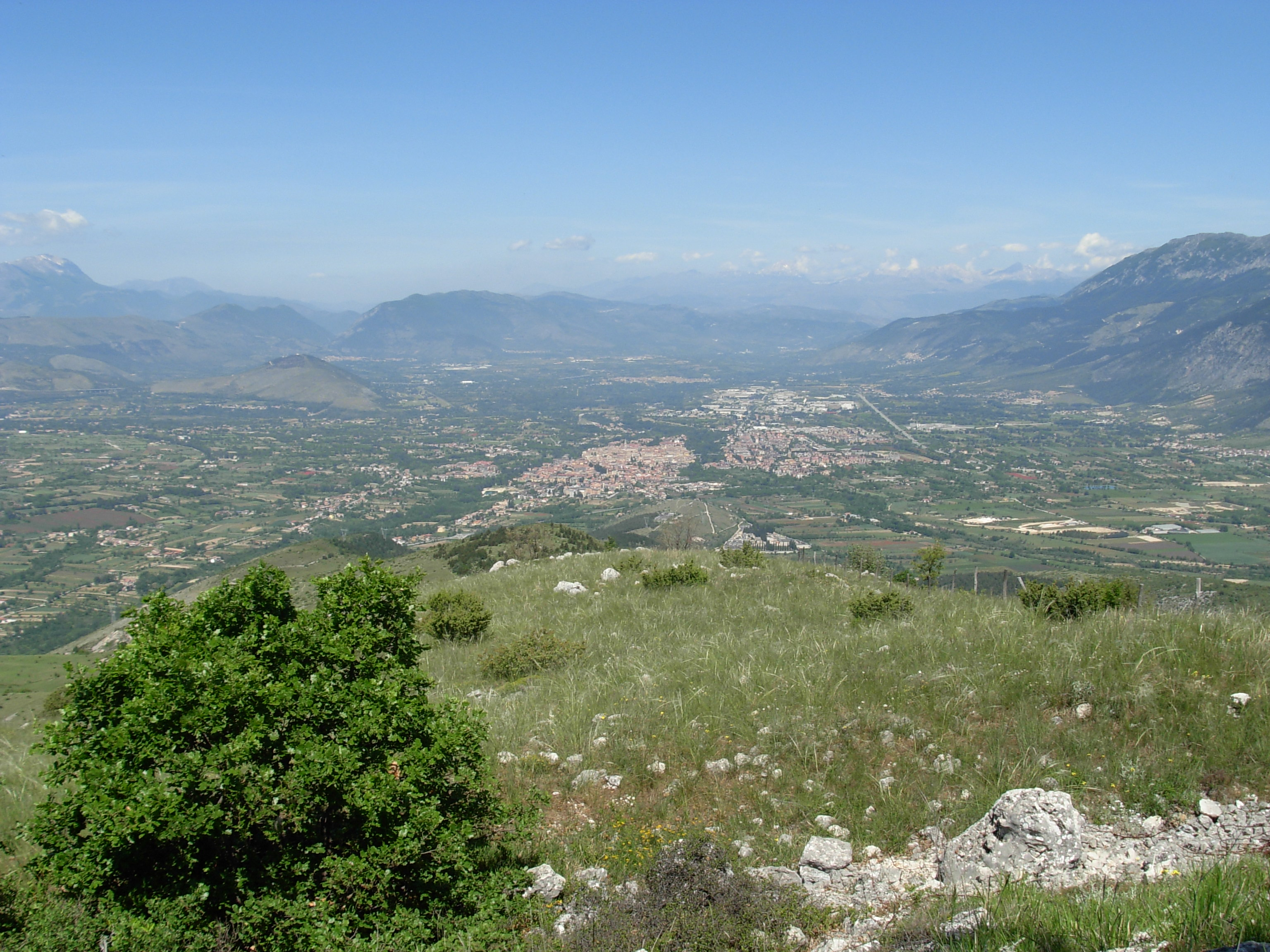
Vista del Valle Peligna.

El Valle Peligna, también conocido como Conca di Sulmona ("cuenca de Sulmona") es una meseta en los Abruzos centrales, Italia central, incluido en la provincia de L'Aquila. Tiene una superficie de alrededor de 100 km².
El valle toma su nombre del término griego peline, que significa "lodoso": esto se refiere a la época prehistórica, cuando fue ocupada por un lago que desapareció después de una serie de terremotos (el anterior diafragma con el mar estaba en lo que actualmente son las gargantas de Popoli), dejando la tierra llena de marismas pero fértil. Tres colinas cerca de Sulmona son los restos de la única isla del lago.
Está cruzado por los ríos Aterno y Sagittario, y está rodeado por la cuenca del Fucino por el este. Aparte de Sulmona, los principales centros en la meseta incluye Raiano, Vittorito, Corfinio, Pratola Peligna y Pacentro.
Históricamente, estuvo habitada por los pelignos, que eran uno de los pelasgos que llegaron aquí desde Asia Menor en el siglo XII a. C.